# Cromoterapia
La cromoterapia è una medicina alternativa non scientifica e non verificata che dichiara di usare i colori come terapia per la cura delle malattie.
L'utilizzo dei colori sarebbe regolato da principi comuni, analoghi a quelli che portano a scegliere il colore dell'abito da indossare o la tinta delle pareti di casa per abbinarli a una determinata personalità e favorire o contrastare un certo stato d'animo. Secondo i sostenitori della cromoterapia, i colori aiuterebbero il corpo e la psiche a ritrovare il loro naturale equilibrio, e avrebbero effetti fisici e psichici in grado di stimolare il corpo e calmare certi sintomi.
L'efficacia della cromoterapia è contestata dalla comunità scientifica, in quanto nessuna pratica cromoterapica è mai stata in grado di superare uno studio clinico controllato, ed anche i presupposti della teoria sono considerati scientificamente incoerenti, ed è una pseudoscienza. La cromoterapia non va confusa con gli studi e le eventuali applicazioni della psicologia del colore.

## Origini
Le pratiche cromoterapiche erano note fin dall'Antico Egitto: la mitologia egiziana assegna al dio Thot la scoperta della cromoterapia. Secondo la tradizione ermetica, sia gli Egizi che i Greci facevano utilizzo di minerali, pietre, cristalli e unguenti colorati, oltre a dipingere le pareti stesse dei luoghi di cura. Nell'Antico Egitto ogni colore aveva un nome che ne identificava un "potenziale" cioè la funzionalità: il nero (KeM) è simbolo di fertilità; il giallo (KeNiT), che è sinonimo di "oro" come nell'alchimia, è simbolo di divinità solare (con funzione di irraggiamento continuo); il rosso (DeSHeR) è simbolo di sangue e fuoco, può essere un'energia positiva o negativa, ma è sempre sinonimo di estremismo, andando dall'estrema ostilità del "deserto" e del comportamento "folle" alla più grande bontà, perché un cuore forte e un sangue rigenerato sono sinonimi di buona salute e per gli antichi le malattie erano sintomo di comportamento vizioso e perverso (cioè disarmonico rispetto alle leggi dello spirito e della natura), infatti, il medicinale era chiamato PeKheReT (nel cui geroglifico eran simboleggiati la fermentazione del pane e i visceri intestinali) e la cura era preparata magicamente, ove, per magia (HeKA), si intendeva l'energia primordiale (causale) trascendente questo mondo e anteriore alla creazione stessa dei Neter. Il rimedio doveva perciò "circolare" e diffondersi per tutto il corpo in modo armonioso. L'approccio con i colori e con le cure dell'Antico Egitto (come con le altre civiltà di quelle epoche), deve necessariamente fondarsi, partendo dalla considerazione religiosa-magica-astrologica che si aveva allora del rapporto fra malattia cura e trascendenza.
Sul corpo di un uomo vissuto circa cinquemila anni fa e ritrovato mummificato sulle Alpi italiane (conosciuto con il nome di: Mummia del Similaun) sono presenti dei tatuaggi eseguiti sulla pelle delle articolazioni colpite da artrite.
I Greci associavano i colori agli elementi fondamentali (aria, fuoco, acqua e terra) e questi ai quattro "umori" o "fluidi del corpo": la bile gialla, il sangue (rosso), il flegma (bianco) e la bile nera, a loro volta prodotti in quattro organi particolari (la milza, il cuore, il fegato e il cervello). La salute era considerata risultante dell'equilibrio di questi elementi, mentre la malattia ne era lo sbilanciamento. I colori, così come erano associati agli umori, venivano anche utilizzati come trattamento contro le malattie.
Il medico e filosofo persiano Avicenna (Ibn Sina), che sosteneva che "il colore è un sintomo osservabile della malattia", ideò una carta che metteva in relazione i colori con la temperatura e la condizione fisica del corpo (ad esempio, secondo Avicenna, il rosso faceva scorrere il sangue ed era perciò sconsigliato in caso di ferite o emorragie, mentre il blu lo "raffreddava" e favoriva la coagulazione).
In India la medicina ayurvedica ha sempre tenuto conto di come i colori influenzino l'equilibrio dei chakra, i centri di energia sottile associati alle principali ghiandole del corpo. Anche i Cinesi affidavano il proprio benessere fisico all'azione dei vari colori: il giallo rimetteva in sesto l'intestino, il violetto arginava gli attacchi epilettici. In Cina, addirittura, le finestre della camera del paziente venivano coperte con teli di colore adeguato e gli indumenti del malato dovevano essere della stessa tinta.
Dopo alterne fortune nel Medioevo, con l'avvento dell'Illuminismo la cromoterapia, che non possedeva riscontri scientifici, fu declassata a pseudoscienza, anche se le terapie ad essa legate continuarono ad essere praticate. Le prime testimonianze moderne risalgono Augustus J. Pleasanton, generale statunitense che nel 1871 pubblicò il libro The influence of the blue ray of the sunlight and the blue color of the sky (L'influenza del raggio blu del sole e del colore blu del cielo) nel quale sosteneva la propria convinzione, maturata dieci anni prima, che la luce del Sole, filtrata attraverso vetri blu, acquistava proprietà curative (il libro stesso fu stampato su carta blu). Secondo idee simili, il dottor Seth Pancoast di Filadelfia pubblicò nel 1877 un libro dal titolo Blue and red light, stampato in caratteri blu su carta bianca con bordo rosso, sostenendo che entrambi questi colori avevano una loro specificità terapeutica. Nel 1878, l'americano Edwin Babitt pubblicò il suo libro The principle of Light and Color, che ebbe diffusione mondiale e pose la prima pietra per la moderna cromoterapia.
In anni più recenti, nel 1920, il colonnello indiano Dinshah Pestanji Framji Ghadiali inventò la "spettrocromoterapia", una terapia che prevedeva per ogni patologia l'utilizzo di luci di colori diversi, unite a prescrizioni dietetiche. Ghadiali, che operò negli Stati Uniti per oltre trent'anni (durante i quali venne anche coinvolto in diversi processi con l'accusa di truffa), costruì lo "spettrocromo", una macchina che consisteva in una forte sorgente luminosa davanti alla quale potevano essere inseriti filtri colorati. Egli pubblicò anche una voluminosa enciclopedia in tre volumi dal titolo Spectro-Chrome Metry Encyclopedia e il periodico mensile dal titolo Spectro-Chrome.
Predecessori meno discussi del precedente furono l'italiano Antonino Sciascia e il danese Niels Finsen, pionieri della ricerca sulla luce. Entrambi medici e scienziati, nel 1892 e nel 1893, informarono il mondo accademico delle loro scoperte sulla fototerapia. In base alla dimostrazione dei risultati ottenuti con una tecnica per curare le cicatrici da vaiolo tramite esposizione alla luce, Finsen aprì la strada a studi medici sui reali effetti della luce sul corpo umano, e ricevette il premio Nobel nel 1903 per le sue scoperte sulla fototerapia nella cura della tubercolosi.

## Cromoterapia e pseudoscienza
L'efficacia della cromoterapia è contestata dalla comunità scientifica, in quanto nessuna pratica cromoterapica è mai stata in grado di superare uno studio clinico controllato, che consenta di verificarne l'effettiva efficacia. In mancanza di tali studi, singoli episodi di guarigione non costituiscono una prova, in quanto non è possibile escludere l'intervento di fattori esterni o l'effetto placebo.
L'assenza di risultati provati porta a considerare le teorie che stanno alla base della cromoterapia come semplici ipotesi, che non sono però supportate dall'evidenza sperimentale; inoltre, la base teorica della cromoterapia è considerata alquanto fragile: anche se i colori possono avere effetti sullo stato psicologico di un individuo, l'estensione di questi effetti alla cura delle più svariate malattie non è suffragata da alcuna conoscenza attuale sulla natura della luce o sulla fisiologia umana.
Anche i risultati ottenuti da Niels Finsen nell'ambito della fototerapia sono difficilmente estendibili alle pratiche cromoterapiche, in quanto riguardano l'intero spettro elettromagnetico, e non solo la luce visibile, e sono principalmente basati sulle proprietà battericide della luce. Inoltre, i trattamenti fototerapici oggi non sono più utilizzati perché superati in efficacia dagli antibiotici, anche se hanno dato impulso alla radioterapia e alla sterilizzazione mediante luce ultravioletta.
Per questi motivi, la cromoterapia viene classificata nell'ambito delle pseudoscienze.

## Effetti dei colori
In cromoterapia, ogni colore viene associato a particolari caratteristiche psichiche e spirituali degli individui, e i sostenitori della stessa credono che avrebbe particolari effetti sul funzionamento dell'organismo. Non esistono prove cliniche o scientifiche della fondatezza di tali asserzioni indimostrate.
A ciascun colore vengono poi associate proprietà specifiche, spesso basate su semplici analogie psicologiche; nel seguito vengono riportati alcuni esempi basati sulle teorie (prive di riscontri scientifici) di settore.

### Rosso
Il rosso ha valenze sia positive che negative. Da un lato il rosso è il colore dell'amore, dall'altro è il colore del fuoco, e quindi può rappresentare il calore e l'energia vitale.
Questo colore viene associato alla forza, alla velocità, al desiderio, al pericolo, alla battaglia, al sangue, all'eccitazione sessuale e alla passione.

### Arancione
L'arancione avrebbe secondo la cromoterapia un'azione liberatoria sulle funzioni fisiche e mentali e un grosso effetto di integrazione e di distribuzione dell'energia, inducendo serenità, entusiasmo, allegria, voglia di vivere, ottimismo, positività dei sentimenti, salubre approccio al lavoro, sinergia fisica e mentale.

### Giallo
Il giallo viene associato alla parte sinistra del cervello e in genere al lato intellettuale, con effetti di stimolazione e aiuto nello studio. È considerato un colore protettivo e concreto, in aiuto a chi è troppo aperto o troppo creativo, associato alla felicità, all'ottimismo e alla immaginazione, generatore di buon umore, sia che si indossino indumenti di tale colore sia come tinteggiatura per le pareti.

### Verde
Il verde, colore fondamentale della natura, è il colore dell'armonia: simboleggia la speranza, l'equilibrio, la rigenerazione e il nutrimento. È un colore fresco, rilassante, favorisce la riflessione, la calma, la concentrazione.

### Blu
Il blu è un colore calmante e rinfrescante. Per le teorie di settore, è un colore che calma e modera e che fa dimenticare i problemi di tutti i giorni.

### Nero
Nell'architettura di interni, il colore tende ad esprimere la personalità dei dimoranti, che per definizione è unica ed irripetibile. Il colore nero, in particolare, veicola un messaggio paraverbale di austerità, dignità e distinzione. Il nero è il colore della forza.
Il nero è stato fin dal Medioevo per secoli un colore dei paramenti liturgici per esprimere astinenza, penitenza e lutto: i sacerdoti cristiani potevano ed erano obbligati ad indossarlo unicamente nelle feste dei defunti, durante l’Avvento e la Quaresima, per la festa degli Innocenti martiri.

## Colori e chakra
Spesso chi pratica cromoterapia come tecnica della medicina ayurvedica è solito abbinare i colori ai chakra, i "punti di energia" che sono posti, secondo teorie filosofiche antiche, in corrispondenza di diverse ghiandole endocrine: secondo questa teoria, le energie dei chakra sono collegate con il sistema nervoso parasimpatico e autonomo e con la regolazione degli ormoni. I chakra sono sette, divisi in tre superiori e quattro inferiori. Ognuno dei sette corrisponde a uno dei sette colori dell'arcobaleno (più il bianco) e influisce, su un particolare organo o su una delle principali ghiandole del nostro corpo.
La seguente tabella riporta alcune delle proprietà di ogni chakra e del colore ad esso associato:
| Chakra                                          | Colore                                                         | Funzioni Primarie                                                          | Elemento Associato         |
| Corona (appena sopra la testa) sahasrāra, सहस्रार | bianco o violetto; può assumere il colore del chakra dominante | connessione con il divino                                                  | la luce                    |
| Frontale o Terzo occhio ājñā, आज्ञा               | indaco                                                         | intuizione, percezione extra sensoriale                                    | il pensare                 |
| Gola viśuddha, विशुद्ध                             | blu                                                            | parola, espressione di se stessi                                           | la vita, l'etere, il suono |
| Cuore anāhata, अनाहत                             | verde                                                          | devozione, amore universale, compassione, guarigione                       | aria                       |
| Plesso solare maṇipūra, मणिपूर                    | giallo                                                         | funzioni mentali, potere, controllo, libertà di essere se stessi, carriera | fuoco                      |
| Sacro (Hara) svādhiṣṭhāna, स्वाधिष्ठान               | arancio                                                        | emozione, sessualità (sesso e genere), creatività                          | acqua                      |
| Root mūlādhāra, मूलाधार                            | rosso                                                          | istinto, sopravvivenza, sicurezza                                          | terra                      |

## Cromopuntura
Corrisponde all'applicazione di luci colorate su punti corporei scelti in base alle teorie delle medicine tradizionali orientali, lo studio di questa pratica è relativo al medico tedesco Peter Mandel, fondatore della cromopuntura e della cosiddetta DEPT (diagnosi energetica dei punti terminali). Anche per questa pratica non esistono prove scientifiche o mediche di supporto.

## Cromologia - Psicologia del Colore
Il termine "cromologia" è originato da "cromo" e "logos", discorso (inteso anche come studio, descrizione, analisi) sul colore, è utilizzato in modo eterogeneo da alcuni operatori che si occupano di vari settori relativi alla "psicologia del colore". Uno studio approfondito del simbolismo psicologico del colore (e della forma geometrica sintonica al colore) è stato eseguito dallo psicologo svizzero Max Lüscher ed è attinente alla Teoria dei colori di Johann Wolfgang von Goethe.